# ماریا بوتو
ماریا بوتو (به انگلیسی: María Botto) (زاده ۱۰ فوریه ۱۹۷۴) بازیگر آرژانتینی است.
از کارهای معروف او می‌توان به بازی در فیلم امضاکنندگان ذیل، سه عروسی دیگر و زندگی من در ویرانه‌ها اشاره کرد.